# Politique étrangère de Singapour
La politique étrangère de Singapour regroupe l'ensemble des liens diplomatiques entretenus par la république de Singapour depuis son indépendance de la Malaisie proclamée le  9 août 1965.
Le Singapour est membre des Nations unies, de la Coopération économique pour l'Asie-Pacifique, et de l'Association des nations de l'Asie du Sud-Est. 
La situation géographique de petit pays entouré par deux grands pays musulmans (l'Indonésie et la Malaisie) font de Singapour un pays souvent comparé à Israël, caractérisé par une politique intérieure autoritaire, et une politique étrangère proche des grandes puissances occidentales,. Dotée de l'armée la plus puissante d'Asie du Sud-Est, une des préoccupations centrales de Singapour est la lutte contre le terrorisme, et la sécurité maritime dans le détroit de Malacca'.  
Bien que peu influent politiquement sur la scène internationale, Singapour se distingue par une neutralité pouvant être mise au service de la résolution des conflits, comme en juin 2018, lorsque la métropole accueille une rencontre inédite entre les chefs d'Etat américain et nord-coréen Donald Trump et Kim Jong-un. 
Le ministre des Affaires étrangères de Singapour est Vivian Balakrishnan. 

## Chronologie des relations
En 1959 les Britanniques dotent Singapour d'une Constitution propre et Lee Kuan Yew est élu Premier ministre. Son parti, le Parti d'action populaire (People's Action Party) propose alors l'intégration à la fédération de Malaisie (devenue « Malaysia » après l'intégration du Sabah et du Sarawak), ce qui fut fait le 16 septembre 1963. Cependant, Lee Kuan Yew avait une conception de la nationalité « malaisienne » différente de celle du gouvernement de Kuala Lumpur qui souhaitait clairement privilégier les malais. Selon lui toutes les populations de la fédération (malaise, chinoise, indienne, eurasienne… ) était appelé à devenir tous citoyens.
Peu après, dès 1964, des troubles inter-ethniques éclatent entre malais et chinois.
En effet, l'intégration de Singapour, ville peuplée à 80 % de chinois, aurait mis en péril les structures de l'État malais dont la population autochtone est très majoritairement musulmane, puisque la communauté chinoise de confession essentiellement bouddhiste, taoïste ou confucianisme, représentait 42 % de la population de la fédération.
Des extrémistes malais fomentent de sanglantes émeutes, espérant ainsi justifier l'intervention de l'armée fédérale (essentiellement malaise) dans la grande métropole chinoise.
Au lieu de cela, le parlement de la fédération (constitué au deux tiers de malais) vota le 9 août 1965, un amendement à la Constitution fédérale rendant à Singapour sa liberté, au grand dam de Lee Kwan Yew qui ne la réclamait pas. L'indépendance de Singapour est donc proclamée quelques heures plus tard d'un commun accord entre les parties. Le nouvel état intègre l'ONU en tant que 117e membre de l'organisation, le 22 octobre suivant. Tandis que la république est proclamée deux mois plus tard, le 22 décembre,.
En 2004, Lee Hsien Loong devient Premier ministre de Singapour, poste qu'il occupe toujours en 2020.

## Relations avec les pays d'Asie-Pacifique
Singapour est un membre-fondateur de l'Association des nations de l'Asie du Sud-Est, fondée en 1967, soit deux ans après l'indépendance de la cité-État. Les autres États à l’initiative de ce projet sont  l'Indonésie, la Malaisie,  les Philippines, et la Thaïlande. Depuis lors, les pays l'ayant rejoint sont Brunei en 1984, le Viêt Nam en 1995, la Birmanie et le Laos en 1997), et le Cambodge en 1999.
Très dépendant de ses échanges avec l'extérieur, Singapour a plusieurs fois encouragé le développement au sein de cette organisation d'un fédéralisme sur le modèle de l'Union européenne.

### Relations avec la Malaisie

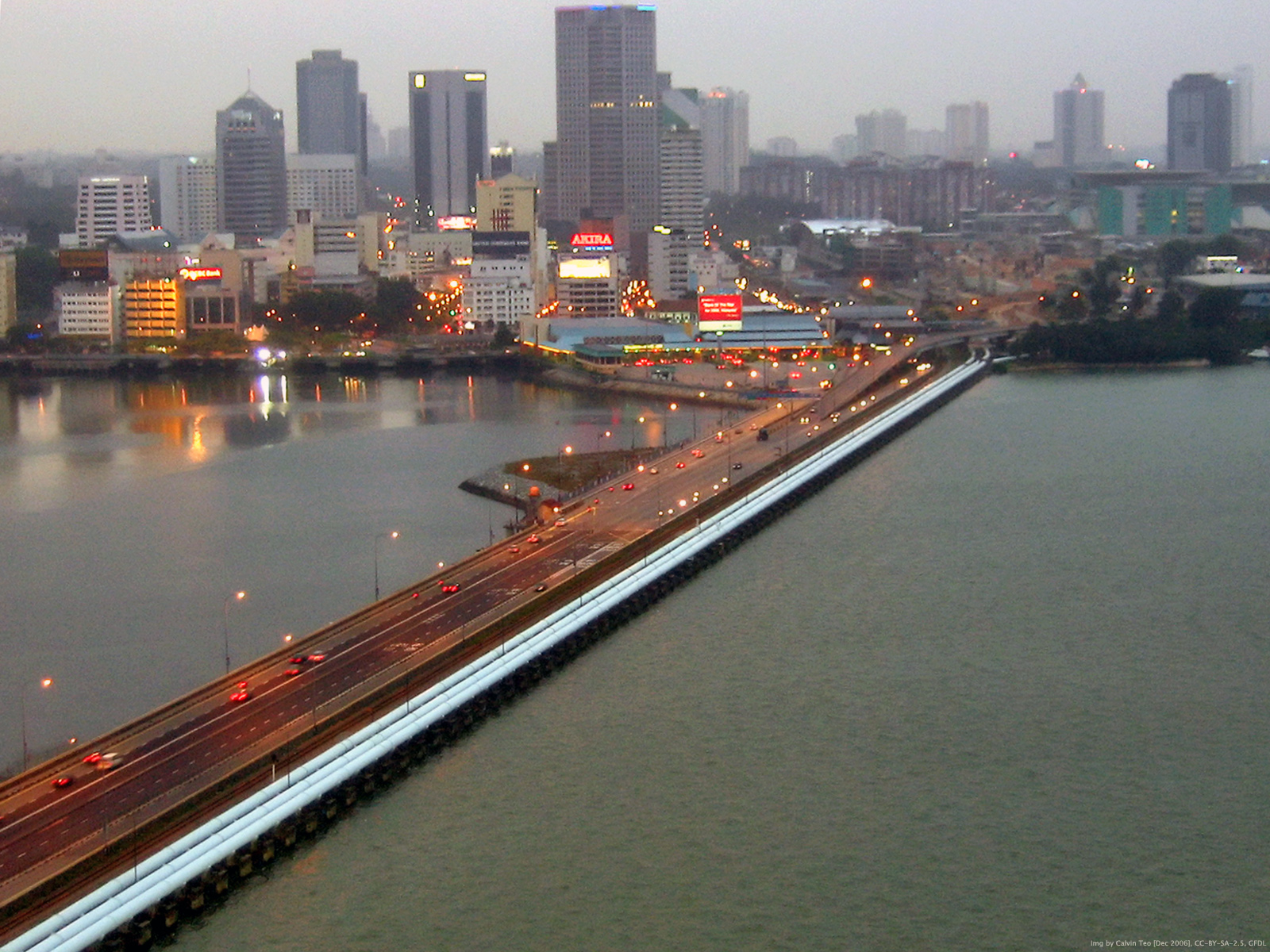
La chaussée Johor-Singapour traverse le détroit de Johor, l'un des deux points de passage reliant Singapour à la Malaisie.

En 1998, les Premiers ministres de Singapour et de la Malaisie se rencontrent et s'engagent à intensifier leurs efforts de coopération dans les secteurs bancaire et financier. Les deux pays sont membres fondateurs de l'ASEAN.
La frontière entre la Malaisie et Singapour est formée par le détroit de Johor, large d'un kilomètre environ, et traversé par deux ponts : la chaussée Johor-Singapour et le Malaysia-Singapore Second Link ; elle englobe deux îles situées de l'autre côté du détroit : Pulau Ubin et Pulau Tekong.
La délimitation de cette frontière maritime a fait l'objet d'un recours devant la Cour internationale de justice, effectué conjointement par la Malaisie et Singapour en 2003, concernant les deux îles inhabitées de Pedra Branca et les Middle Rocks, et le haut-fond découvrant South Ledge. En 2008, la Cour a attribué Pedra Blanca à Singapour, les Middle Rocks à la Malaisie, et South Ledge à l'État dans les eaux territoriales duquel il se trouve.
En septembre 2017, une femme issue de la minorité malaisienne de Singapour, Halimah Yacob, devient présidente de Singapour après avoir été présidente du parlement entre 2013 et 2017.

### Relations avec la Chine
Singapour est considéré comme un « réduit chinois au cœur du monde malais »  : la population est composée de Chinois à près de 75 %. De cette confrontation ethnique sont nés en partie les troubles qui ont accéléré son retrait de la Malaisie, le 9 août 1965. La Chine est le premier partenaire commercial de Singapour, avec environ 14 % du commerce extérieur de la métropole.
En matière de politique étrangère, en dépit d'une population majoritairement d'origine chinoise, Singapour entretient des relations équilibrées entre la Chine et les États-Unis. Ces deux pays ainsi que Singapour sont membres de la Coopération économique pour l'Asie-Pacifique à laquelle la Chine adhère en 1991.
En novembre 2020, les dix pays qui composent l'ASEAN signent un accord de libre-échange avec la Chine, le Japon, la Corée du Sud, l'Australie et la Nouvelle-Zélande. Ce Partenariat régional économique global (RCEP) est l'accord commercial le plus important du monde quant au produit intérieur brut, et concerne plus de 2 milliards d'habitants.

### Relations avec l'Inde
Une immigration indienne s'est implantée de longue date à Singapour, à l'époque où les deux territoires faisaient partie de l'Empire britannique. En septembre 1945, les soldats indiens enrôlés dans l'armée britannique ont joué un rôle décisif dans la libération de Singapour de l'occupation japonaise.
En raison d'une forte communauté d'origine indienne toujours présente à Singapour, le tamoul fait actuellement partie des langues officielles de Singapour. La communauté indienne fournit essentiellement des travailleurs manuels, dont les habitations sont concentrées dans le quartier de « Little India ». En janvier 2014, des émeutes éclatent dans ce quartier à la suite de la mort d’un travailleur indien écrasé par un autobus.

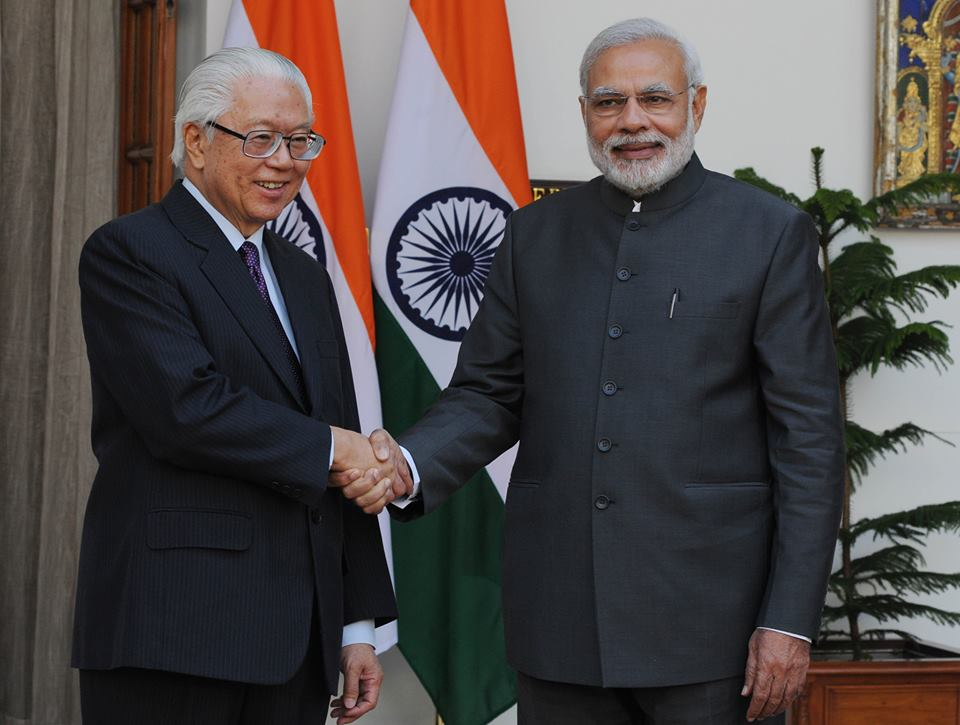
Rencontre entre le Président singapourien Tony Tan Keng Yam et le Premier ministre indien Narendra Modi en Inde en février 2015

En février 2015, le Président singapourien Tony Tan Keng Yam se rend en Inde et rencontre le Premier ministre indien Narendra Modi.
En novembre de la même année, les deux chefs d'État se rencontrent de nouveau à Singapour pour développer leurs relations bilatérales et économiques.

### Relations avec Indonésie
Les relations entre l'Indonésie et Singapour sont ambivalentes. Caractérisés des situations économiques, sociales et culturelles aux antipodes l'une de l'autre, les deux États entretiennent des relations bilatérale essentiellement motivées par leurs échanges commerciaux.
L'Indonésie est un grande exportateur de matières premières pour Singapour, notamment alimentaires (Singapour n'ayant aucune surface agricole), et le sable pour la construction de bâtiments. En 2007, le gouvernement indonésien a toutefois décidé de stopper ces exportations pour des raisons écologiques.

### Relations avec la Thaïlande
La Thaïlande est avec Singapour un membre-fondateur de l'ASEAN. Les deux États ont établi des relations diplomatiques en 1965, dans la foulée de l'indépendance de Singapour. 
En 1997, les deux pays établissent des relations de « Partenariat renforcé » et en 2005, le président de Singapour, Sellapan Ramanathan se rend en Thaïlande, pour la première visite d'un président singapourien dans le royaume.
En août 2015, Tanasak Patimapragorn, vice-Premier ministre et ministre des Affaires étrangères de Thaïlande, se rend à Singapour et a rencontré Lee Hsien Loong, le Premier ministre de la cité-État et Kasiviswanathan Shanmugam, le ministre des Affaires étrangères de Singapour.  Les dirigeants réaffirment les excellentes relations bilatérale entre Singapour et la Thaïlande. 
Entre 1995 et 2003, la valeur des exportations de la Thaïlande vers Singapour se situaient entre 4 et 6 milliards de dollars américains. Cette valeur a commencé à augmenter en 2003 pour se situer entre 9 et 10 milliards de dollars américains en 2013. La Thaïlande a principalement exporté des machines vers Singapour tandis que la proportion de pétrole raffiné dans les exportations a commencé à augmenter en 2003.

### Relations avec les Philippines
Les Philippines sont avec Singapour un membre-fondateur de l'ASEAN, depuis 1967 et de Coopération économique pour l'Asie-Pacifique depuis 1989.

### Relations avec le Japon
Le Japon a annexé Singapour pendant la seconde guerre mondiale à la suite de sa victoire sur les Britannique lors de la bataille de Singapour en janvier 1942. Sous occupation japonaise de 1942 à 1945, Singapour a été renommé par le Japon « Shōnan-tō »  signifiant « lumière des Sud ».
En 1989, le Japon et Singapour participent à fonder la Coopération économique pour l'Asie-Pacifique.
En novembre 2018, le Premier ministre japonais Shinzo Abe se rend à Singapour pour rencontrer le président russe Vladimir Poutine.
En novembre 2020, les dix pays qui composent l'ASEAN signent un accord de libre-échange avec la Chine, le Japon, la Corée du Sud, l'Australie et la Nouvelle-Zélande. Ce Partenariat régional économique global (RCEP) est l'accord commercial le plus important du monde quant au produit intérieur brut, et concerne plus de 2 milliards d'habitants.

## Relations avec les pays européens et occidentaux

### Relations avec les États-Unis

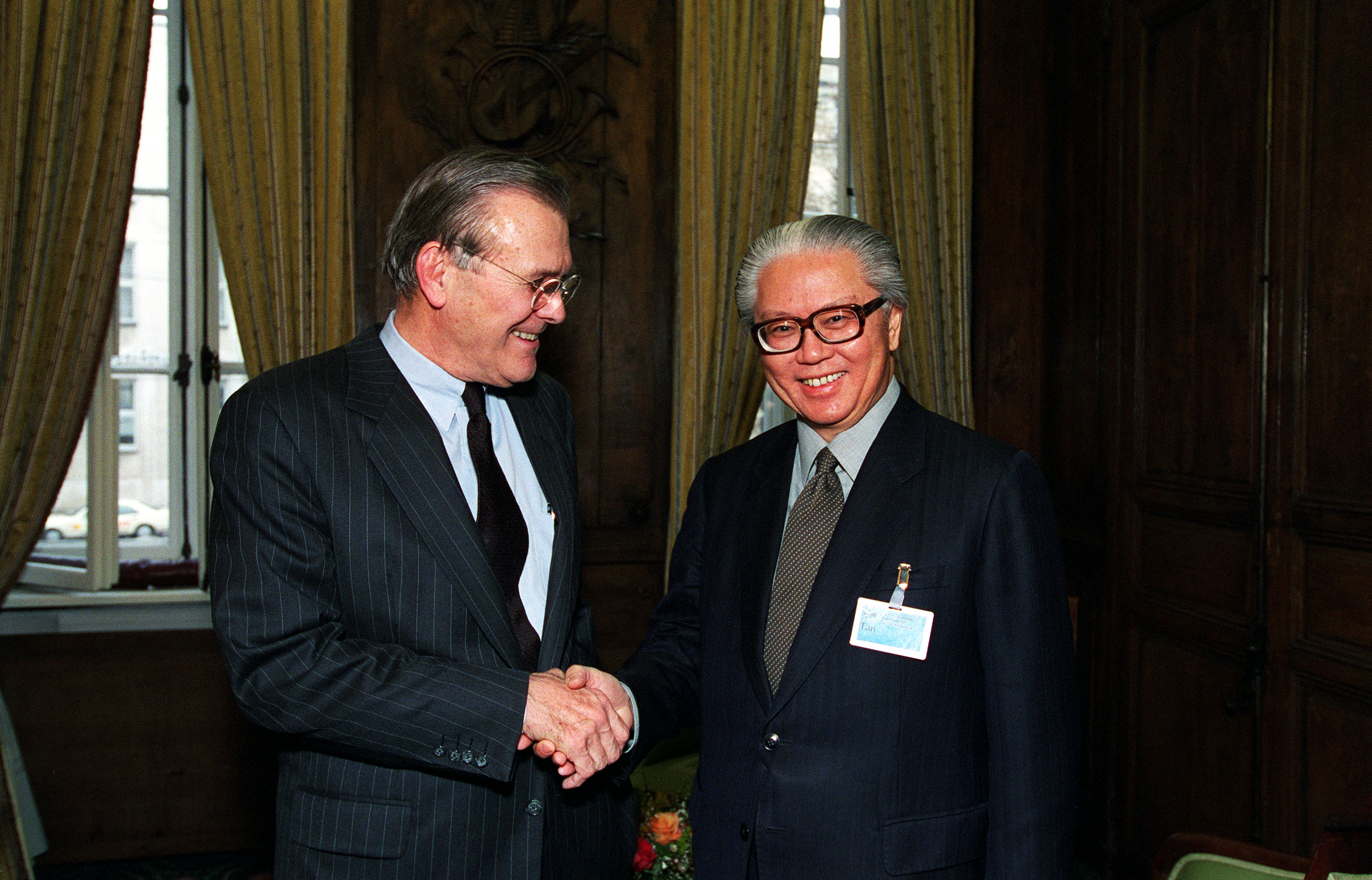
Rencontre entre le secrétaire d'Etat américain à la défense Donald Rumsfeld et le Ministre de la Défense singapourien Tony Tan Keng Yam, à Munich en février 2001

Les États-Unis et Singapour se rapprochent en 1989 avec la fondation de la Coopération économique pour l'Asie-Pacifique, puis en 1993 avec le transfert d’une installation de logistique de la marine américaine vers Singapour, à la suite de la fermeture de la base navale de Subic Bay aux Philippines. 
Après les attentats du 11 septembre 2001, Singapour apport son soutien à Washington dans sa guerre contre le terrorisme en Afghanistan en 2001 puis en Irak en 2003.
En novembre 2009, le président américain Barack Obama se rend à Singapour pour le Forum Asie-Pacifique
En juin 2017, le secrétaire américain à la Défense Jim Mattis se rend à Singapour pour réaffirmer le soutien militaire américain à ses alliés d'Asie du Sud-Est face à la menace nord-coréenne et aux ambitions expansionnistes de la Chine.
Un an plus tard, à la surprise générale, le président américain Donald Trump se rend à Singapour pour rencontrer son homologue nord-coréen Kim Jong-un.
En août 2021, la vice-présidente américaine, Kamala Harris se rend à Singapour, et rencontre le Premier ministre singapourien, Lee Hsien Loong, et lui promet un « engagement pérenne des États-Unis à Singapour, en Asie du Sud-Est et dans l’Indo-Pacifique ». 
Celle-ci rencontre également plusieurs dirigeants de la cité-État au cours de sa visite et signe des accords sur la lutte contre les menaces cyber, sur la coopération face au changement climatique et à la pandémie de Covid-19, passé en revue la garde d’honneur singapourienne et se rend à la base navale de Changi pour s’adresser aux marins américains du navire USS Tulsa en escale dans l’île d’Asie du Sud-Est. 

### Relations avec l'Union européenne
Singapour est le premier partenaire de l'Union européenne en Asie du Sud-Est, plus de 10 000 entreprises européennes étant installées dans la cité-État, profitant notamment de règles fiscales avantageuses.
En février 2019, le Parlement européen donne son feu vert au traité de libre-échange avec Singapour, premier accord commercial signé entre l’UE et un membre de l’Association des nations de l’Asie du sud-est.

### Relations avec le Royaume-Uni
Singapour a été une colonie britannique de 1819 à 1959, avec une interruption de lors de l'occupation japonaise de 1942 à 1945. L'anglais y est resté l'une des langues officielles de la métropole (avec le mandarin, le malais et le tamoul), mais sa grammaire est souvent simplifiée pour être compris par toutes les communautés, donnant un créole local appelé le « singlish ».
Les relations contemporaines entre le Royaume-Uni et Singapour sont essentiellement axées sur une coopération économique, financière et sécuritaire. Le Royaume-Uni est la première destination d'investissement de Singapour dans l'Union européenne.
En 2014, le président singapourien Tony Tan Keng Yam se rend en Angleterre et rencontre le reine Élisabeth II, qui déclare que sa visite marque « l'approfondissement continu des relations entre nos pays, et est une chance de célébrer les liens entre les deux pays, en particulier dans l'éducation, la recherche et l'innovation ».

### Relations avec la France
Les relations bilatérales entre la France et Singapour son caractérisées par une bonne entente et d'importants échanges commerciaux.
En 2004, le président français Jacques Chirac se rend à Singapour, suivi l'année suivante d'une visite du Premier ministre de Singapour Lee Hsien Loong à Paris pour évoquer l'achat d'avions Airbus. La France a avec Singapour des liens économiques, financiers et militaires, Paris étant l’un de ses principaux fournisseurs en armement, et plusieurs des pilotes de combat singapouriens sont formés en France, dans les Landes.
En octobre 2012, le Premier ministre français Jean-Marc Ayrault se rend à Singapour pour accroître les relations bilatérales et les échanges commerciaux entre les deux États.

### Relations avec la Russie

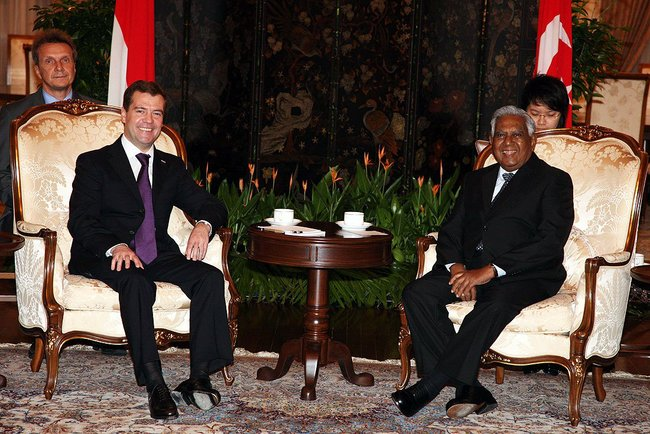
Rencontre entre les chefs d'État russe et singapourien Dmitri Medvedev et Sellapan Ramanathan à Singapour en novembre 2009

La Russie et Singapour se rapprochent en 1998 avec l'adhésion de la Russie à la Coopération économique pour l'Asie-Pacifique.
En 2009, le président russe Dmitri Medvedev se rend à Singapour pour le Forum Asie-Pacifique et rencontre son homologue singapourien Sellapan Ramanathan, ainsi que son homologue américain Barack Obama.
En novembre 2018, le président russe Vladimir Poutine se rend à Singapour et rencontre la présidente singapourienne Halimah Yacob et le Premier ministre japonais  Shinzo Abe.

## Relations avec le reste du monde

### Relations avec le continent africain
À l'instar de la Chine, Singapour investi de plus en plus sur le continent africain depuis le début des années 2000. En seulement deux ans de 2009 à 2011, le commerce entre Singapour et l’Afrique a augmenté de plus de 50 % passant de 9 milliards de dollars à presque 14 milliards.
Ses intérêts économiques sont néanmoins différents de ceux de Pékin, dont les investissements sont largement dans le domaine de l'exploitation matières premières, dont la Chine est très grosse importatrice en raison de la taille de sa population. La cité-État, elle, vend plutôt son expertise en matière d’industrialisation et de transformation des matières premières ainsi que dans la formation, le fonctionnement de l’administration ou l’utilisation des technologies de l’information. Ainsi, contrairement à la Chine, l’un des points forts des groupes singapouriens réside dans leur capacité à aider les pays africains à s’industrialiser afin de réduire leur dépendance à l'exportation des matières premières en exportant davantage de produits manufacturés. 
L’entreprise singapourienne d'agro-business Olam été fondée au Nigeria en 1989, dans le but d’exporter des noix de cajou vers l’Inde. 
En 2009, elle est un acteur clé de l’ambitieux plan de diversification de l'économie du Gabon très dépendant de la rente pétrolière, lancé par le président Ali Bongo à son arrivée au pouvoir en 2009. En 2010 et 2017, les activités d'Olam auraient permis de créer près de 17 000 emplois ont été créés en sept ans, et d'ajouter 3,6 % au PIB nominal du Gabon. 
En mai 2019, le président déchu du Zimbabwe, Robert Mugabe malade et en fin de vie, se rend dans un hôpital à Singapour pour y recevoir des soins, où il décède au mois de septembre suivant à l'âge de 95 ans. 

### Relations avec le Moyen-Orient
Souvent comparé à Israël en tant que petit État pro-occidental, puissant économiquement et militairement entourée par des grands pays musulmans, Singapour garde néanmoins ses distances avec l'État hébreu pour préserver ses relations avec ses voisins musulmans, bien qu'ayant des relations diplomatiques officielles avec Tel-Aviv depuis 1965. Mais ce n'est qu'en mars 2022 que  Vivian Balakrishnan.annonce que Singapour va ouvrir pour la première fois une ambassade en Israël, tout en ouvrant simultanément un bureau permanent à Ramallah occupée pour préserver sa neutralité dans le conflit israélo-palestinien.

## Une politique étrangère singulière en Asie-Pacifique

### Une ouverture au bénéfice de l'économie
Plaque tournante commerciale et financière entre la zone Pacifique et l'Europe, Singapour doit son essor à sa situation maritime exceptionnelle à l'extrémité Est du détroit de Malacca, qui lui vaut le surnom de « Cité marchande aux confins de l'Orient ». Le commerce international étant vital pour Singapour, la cité-État a signé depuis l'an 2000 plusieurs accords de libre-échange pour abaisser ou abolir les droits de douane avec de nombreux pays au niveau bilatéral et multilatéral.
Singapour abrite le siège de la Coopération économique pour l'Asie-Pacifique, forum économique intergouvernemental visant à faciliter la croissance économique, la coopération, les échanges et l'investissement de la région Asie-Pacifique. 
Le port de Singapour est le deuxième du monde après Shanghai en termes d'exportations et de trafic maritime, et génère 7 % du PIB de la métropole. Son aéroport, avec plus de 65 millions de passagers chaque année, soit plus dix fois la population de la cité-État, fait partie des 20 aéroports les plus fréquentés au monde. En raison de son conforts et de ses aménagements destinés à en faire un hub-aérien mondial, il est considéré comme le « meilleur aéroport du monde », au point d'être un lieu de visite et de loisirs à part entière pour la population singapourienne.
Enfin, l'économie de Singapour repose en partie sur le travail de centaines de milliers d’ouvriers étrangers, ce qui,en fait, en dépit de sa prospérité, l'un des pays les plus inégalitaires du monde.

### Une neutralité mise au service de la résolution des conflits

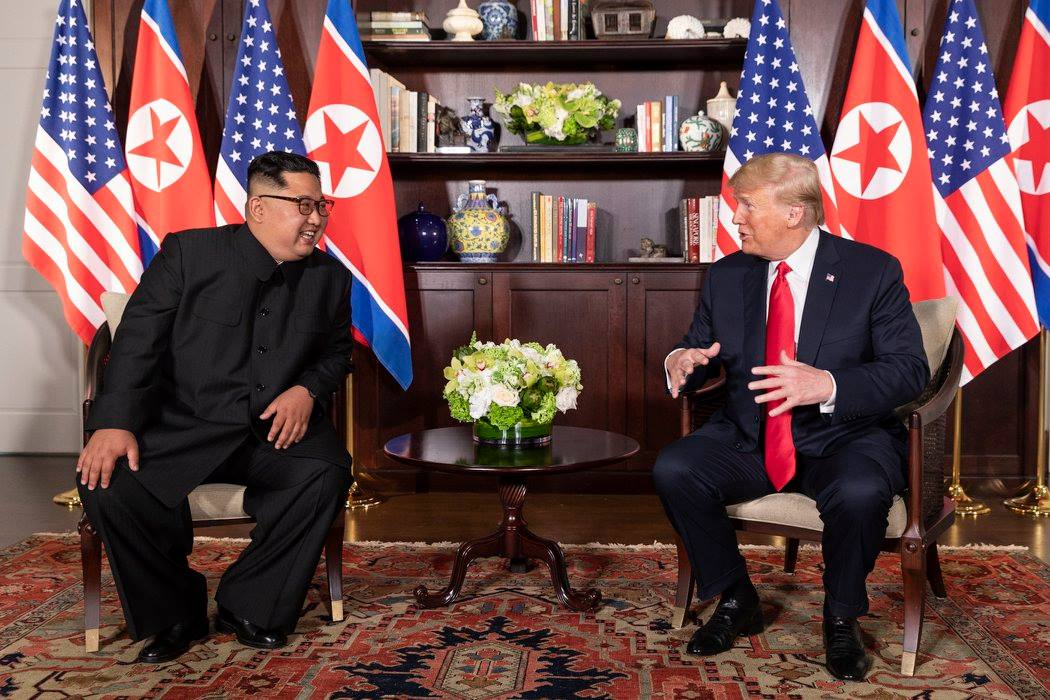
Échanges entre les chefs d'État américain et nord-coréen Donald Trump et Kim Jong-un à Singapour

Bien que peu influent politiquement sur la scène internationale, Singapour se distingue par une neutralité pouvant être mise au service de la résolution des conflits, comme en juin 2018, lorsque la métropole accueille une rencontre inédite entre les chefs d'Etat américain et nord-coréen Donald Trump et Kim Jong-un.
La même année au mois de novembre Singapour accueille une rencontre entre le président russe Vladimir Poutine et le Premier ministre japonais Shinzo Abe pour évoquer un traité de paix entre les deux pays en conflit depuis l’annexion des Îles Kouriles par l'Union soviétique en 1945. 

### Soft power
Singapour accueille plusieurs compétitions sportives d'envergure mondiale, prétexte au déplacements de nombreux chefs d'État et sportifs de haut niveau. La cite-État est aussi considérée comme la capitale « branchée » de l’Asie, et a une bonne réputation quant à la libéralité de ses mœurs vis-à-vis de sujets tabous dans les autres pays d'Asie, comme l’homosexualité et la consommation d'alcool.
La réussite économique et sécuritaire de Singapour en fait l'une des destinations préférées des expatriés, mais suscite régulièrement des jalousie et accusations de « snobisme » de la part de ses voisins asiatiques.